# Hřbitov sovětských zajatců (Horní Údolí)
Hřbitov sovětských zajatců se nachází v Horním Údolí ve Zlatých Horách v okrese Jeseník. Byl zapsán do seznamu kulturních památek ČR. Hřbitov je evidován v centrální evidenci válečných hrobů (CZE-7102-07144).

## Historie
Hřbitov se nachází v údolí řeky Černá Opava na severním úpatí Orlíku. V blízkosti je chata Opavská chata. Také je uváděna lokalita Rejvíz. V blízkosti hřbitova se nachází zajatecký zábor, který byl vybudován na začátku druhé světové války firmou J. Nitschke (parní pila). Mezi prvními zajatci na podzim roku 1940 byli polští vojáci. Zajatci nahrazovali pracovní sílu v různých soukromých firmách za odvedené německé muže do války. Na podzim v roce 1941 byli nahrazeni sovětským zajatci. Životní podmínky v zajateckém táboře byly velmi těžké. Těžká fyzická práce, nedostatek jídla a špatné hygienické podmínky způsobil v roce 1942 epidemii tyfu. V období 4. prosince 1941 a 5. ledna 1942 zemřelo 17 zajatců později další čtyři a jeden v roce 1943, celkem zemřelo 24 zajatců. Podle výpovědi tehdejšího lesního správce Huberta Nitscheho zemřeli hladem a na úplavici nejen zajatci, ale i dozorci a jeden lesní. V květnu 1944 proběhl přesun zajatců do Moravské Třebové a na jejich místo, do upravených budov, byli umístěni příslušníci anglické armády. Tito zajatci měli daleko lepší podmínky, více jídla, lepší pracovní podmínky a od roku 1944 i přídavek jídla pro těžce pracující. V lednu 1945 bylo v táboře 50 anglických a francouzských zajatců a 25 příslušníků Todtovy organizace.  Po ukončení druhé světové války a po odsunu Němců bylo v okolí tábora objeveno několik roztroušených hrobů ruských zajatců, které byly označeny břízovým nebo smrkovým křížem se jménem a datem narození a úmrtí. V roce 1948 byly tyto ostatky vyzvednuty a přeneseny na nově založený hřbitov s původními dřevěnými kříži. V letech 1951–1952 byla dřevěné kříže nahrazeny kamennými pomníky. V roce 1963 bylo rozhodnuto o zapsání hřbitova do Centrálního seznamu kulturních památek ČR. Hřbitov prošel několika změnami. Poslední úprava v roce 1999.

## Popis
Hřbitov je umístěn na planině u lesní cesty, byl na půdoryse obdélníku velikosti 11 × 14 m. V letech 1951–1952 v ose na hranolovitém balvanu byla vytesána pěticípá hvězda a vsazena mramorová deska s nápisem: Netřeba slz / zemřeli řadoví / bojovali za nás/ ať spí. Po levé a pravé straně bylo umístěno symetricky po dvanácti hrobech označených žulovou deskou se jménem a datem. V roce 1975 byl hřbitov upraven podle návrhu Vladimíra Pražáka. V půlkruhu byl dominantou pět metrů vysoký pylon z růžového albánského mramoru v půdorysu kříže a s pěticípou hvězdou na vrcholu. Nesl nápis: Padli jste, abychom žili, děkujeme přátelé, my nezapomeneme. Hřbitov byl parkově upraven a mezi hroby byly vysázeny vřesy. Tento památník byl později přenesen do Zlatých Hor. Na hroby byly položeny pěticípé hvězdy. Poslední úprava podle návrhu Sotirise Joanidise z Rejvízu byla provedena v roce 1999 Lesy České republiky s. p., Lesní správa Jeseník. Rozpadlé náhrobky byly odstraněny a na jejich místo osazeny balvany různých rozměrů jako symbolika smírčích křížů. Více než tří tunový balvan byl umístěn asymetricky na pravou stranu a na něm byla vyrytá pěticípá hvězda a nápis: Bojovali za nás, ať spí.